# Hajnal (Groovehouse-album)
A Hajnal a Groovehouse együttes második stúdióalbuma. 
A második lemez készítése közben Bogár Miklós kilépett az együttesből, és külföldre költözött. A duóvá alakult Groovehouse így folytatta a közös munkát, az album pedig meghozta nekik a várt sikert. Már az első kislemez, a Hadadi is bekerült a rádiókba, az áttörést mégis a címadó dal hozta el az együttesnek. A lemezen megtalálható a Párizsi lány remixe, valamint A szavakon túl átdolgozott változata, ami eredetileg Judy 1995-ös, Vad tangó című albumán szerepel.

## Számlista
| #   | Cím                                         | Hossz |
| --- | ------------------------------------------- | ----- |
| 1.  | Hadadi                                      | 3:45  |
| 2.  | Vándor                                      | 3:58  |
| 3.  | Hajnal                                      | 3:37  |
| 4.  | Fénykép a szememben                         | 4:36  |
| 5.  | Szavakon túl                                | 3:33  |
| 6.  | Tombolt veled a szívem                      | 3:38  |
| 7.  | Sétálunk tovább                             | 3:54  |
| 8.  | Szemeiden át                                | 4:57  |
| 9.  | Taníts még a széllel szállni                | 5:00  |
| 10. | Párizsi lány (Late Nite Works Remix)        | 3:00  |
| 11. | Taníts még a széllel szállni (Instrumental) | 4:03  |
| 12. | Hajnal (Acoustic Mix)                       | 3:30  |